# María Calcaño
María Calcaño (Maracaibo, 1906 - Caracas, 1956) là một nhà thơ người Venezuela.
Cô đã kết hôn năm 14 tuổi và có sáu đứa con trước 27 tuổi. Thành công của cô là một nhà thơ muộn màng, và cô thích nói về một sự khêu gợi lật đổ trong các bài thơ của mình thay vì các mô hình thẩm mỹ hoặc các chủ đề xã hội, là chủ đề chính của những người đương thời của cô.

## Câu nói
- ' Había olvidado las muñecas / por venirme con él

(Tôi đã quên những con búp bê / đi cùng anh ta)
Hủy bỏ que oyeron mis últimas muñecas (1956)

## Sách
- Alas fatales (1935)
- Canciones que oyeron mis últimas muñecas (1956)
- Entre la luna y los hombres (1961), sau khi bà qua đời.